# Bon Iver, Bon Iver
| Recensione | Giudizio |
| ---------- | -------- |
| AllMusic   | [ 1 ]    |
| OndaRock   | [ 5 ]    |

Bon Iver, Bon Iver è il secondo album in studio della band indie folk statunitense Bon Iver, pubblicato il 21 giugno 2011 dalle etichette indipendenti Jagjaguwar (negli USA) e 4AD (in Europa).
L'artwork è a cura dell'artista Gregory Euclide.
L'album oltre ad aver avuto ottime recensioni da parte della critica specializzata ha vinto il Grammy come miglior album di musica alternativa.

## Tracce
Testi e musiche di Justin Vernon.
1. Perth – 4:22
2. Minnesota, WI – 3:52
3. Holocene – 5:37
4. Towers – 3:08
5. Michicant – 3:46
6. Hinnom, TX – 2:45
7. Wash. – 4:59
8. Calgary – 4:10
9. Lisbon, OH – 1:33
10. Beth/Rest – 5:17

Durata totale: 39:29